# John Tavener
Sir John Kenneth Tavener (* 28. Januar 1944 in London; † 12. November 2013 in Child Okeford, Dorset) war ein britischer Komponist, der vor allem für seine geistliche Vokalmusik bekannt ist.

## Leben
John Tavener kam als Sohn presbyterianischer Eltern schon früh mit geistlicher Musik in Berührung. Nachdem er Igor Strawinskys Canticum Sacrum gehört hatte, beschloss er, sich der Musik zuzuwenden. Er studierte an der Highgate School, war Organist und Chorleiter an der St. John’s Presbyterian Church und studierte an der Royal Academy of Music (1961–1965). Tavener hatte geplant, Konzertpianist zu werden und schon Stunden bei Solomon genommen. Seine schwache Konstitution (er litt am Marfan-Syndrom) machte jedoch das Klavierspielen sehr mühsam und er verlegte sich auf Komposition, die er bei Lennox Berkeley studierte. 1964 traf Tavener sein Vorbild Strawinsky, der auf die Partitur von Three Holy Sonnets nur „Ich weiß“ schrieb.
Noch als Student gewann er mit seiner von der London Bach Society uraufgeführten Kantate Cain und Abel 1965 den Fürst-Rainier-von-Monaco-Preis. Es folgten weitere Kompositionen überwiegend religiöser Thematik, die Tavener als einen der begabtesten und charismatischsten Komponisten Englands etablierten. Sein Durchbruch kam 1968 mit der an Olivier Messiaen angelehnten, aufwendig komponierten Kantate The Whale, die beim Gründungskonzert der London Sinfonietta uraufgeführt wurde.
Tavener bekam einen Plattenvertrag beim Label der Beatles, Apple Records. 1969 wurde Tavener Professor für Komposition am Trinity College. Im selben Jahr lud ihn Benjamin Britten ein, eine Oper für das Royal Opera House zu schreiben. Für Tavener, dem bis jetzt alles leichtfiel, begann eine Krise: Schreibblockaden verzögerten die Fertigstellung der Oper und anderer Werke. 1979 erst hatte seine Oper Thérèse Premiere und fiel bei den Kritikern durch.
Von entscheidender Bedeutung für die Lösung von Taveners Schaffenskrise waren die Begegnungen mit dem Karmeliten P. Malachy Lynch und dem Oberhaupt der russisch-orthodoxen Kirche in England, dem Metropoliten Anthony von Sourozh (1914–2003), der zu einem wichtigen Mentor für Tavener wurde. Eine weitere wichtige Person für den Komponisten war ab 1991 Mutter Thekla, die Äbtissin des orthodoxen Klosters von Normanby in Yorkshire, die für viele von Taveners Chorwerke Texte übersetzte, zusammenstellte oder schrieb. 1977 konvertierte Tavener zur russisch-orthodoxen Kirche. Seine Musik nahm nun einen wesentlich strengeren transzendenten Charakter an, während seine Kompositionstechnik unverändert blieb.
Immer noch aber trank er zu viel und litt wegen des Scheiterns seiner ersten Ehe an Depressionen. 1980 erlitt Tavener einen Schlaganfall, 1991 hatte er eine schwere Operation, während der sein Herz aussetzte und er wiederbelebt werden musste. Diese Erfahrung machte ihn einerseits noch ernster und introvertierter, andererseits nahm sie ihm die Angst vor dem Tod. Seine Schreibblockaden ließen nach. Er heiratete 1991 ein zweites Mal, wurde Vater zweier Töchter und hatte einen Welterfolg mit The Protecting Veil.
Einer breiten Öffentlichkeit wurde Tavener bekannt durch die Aufführung seines Werks Song for Athene auf der Beerdigung von Prinzessin Diana. 2000 wurde er für seine Verdienste um die Musik zum Ritter geschlagen.
2003 veröffentlichte er das sieben Stunden dauernde Werk The Veil of the Temple, das auf Texten aus verschiedenen Religionen basiert. Allerdings beschrieb Tavener selber die Positionierung seines Glaubens in einer BBC-Sendung vom 2. April 2010 als „im Wesentlichen orthodox“ („essentially Orthodox“). Er komponierte 1999 das Stück „Prayer of the Heart“ für Björk. Das Stück wurde erstmals 2001 bei der Ausstellung „heartbeat“ von Nan Goldin aufgeführt. Für den Film Children of Men komponierte Tavener 2006 das Stück Fragments of a Prayer.
2013 erhielt er im Rahmen des Festivals Europäische Kirchenmusik in Schwäbisch Gmünd den Preis der Europäischen Kirchenmusik. Tavener arbeitete zudem an einer neuen Oper, The Toll Houses. Am 12. November 2013 starb er im Alter von 69 Jahren.

## Werk und Kritik
Ausgangspunkt für Taveners kompositorisches Schaffen war schon vor seiner Konversion die christliche Religion, seit seiner Konversion waren im Speziellen Theologie und Spiritualität der orthodoxen Kirche und ihre Musik Basis seiner Werke. Tavener übernahm allerdings die Tradition nicht einfach, sondern führte sie in eine eigene Tonsprache über. Seine von Beginn an eklektisch konzipierten Werke wurzeln tief in der Vergangenheit und sind zugleich modern. Seine Musik ist nicht zuerst für den Konzertsaal, sondern vielmehr für die Liturgie der russisch-orthodoxen Kirche gedacht. Selbst Taveners Instrumentalmusik (etwa The Protecting Veil für Cello und Streicher) geht von der Liturgie aus. Er wird oft mit Arvo Pärt verglichen, dessen Musik auch zu diatonischer Tonalität und Homophonie tendiert.
Die orthodoxe Konfession habe seine Werke, so Tavener, „in Ikonen aus Noten statt aus Farbe“ verwandelt. Er sah seine Komponierweise als Abkehr vom Künstlerkult seit Ludwig van Beethoven und bediente sich des „intellektuellen Organ[s] des Herzens“, um sowohl die akademische Abgehobenheit der Neuen Musik als auch den Romantizismus des 19. Jahrhunderts zu vermeiden: „Die religiöse Tradition sagt, dass nur das Spontane wahr ist – wenn ich zu komponieren versuche und es nicht spontan ist, dann kann nichts dabei herauskommen. Sobald ich beginne nachzudenken oder auf Schwierigkeiten stoße, verwerfe ich alles. Das ist genau das Gegenteil der westlichen Kompositionsidee: dass jemand sich abmüht, damit eine Sache gelingt.“
Tavener versuchte in seiner Tonsprache alles Unwesentliche abzustreifen. In seinen Anfängen sehr experimentell, entpersönlichte er nun seine Werke durch Vereinfachung und Reduktion auf Konsonanz und Stabilität, leicht fassliche, klare Gliederung und Formen. Dissonanzen, Chromatik, zu komplexe Kontrapunktik und Rhythmik stehen der Hauptfunktion der Kompositionen, der Vermittlung der religiösen Botschaft, entgegen und werden daher vermieden. Dennoch schöpften Taveners Werke vor allem auf den Feldern des Tonhöhenumfangs, der Dynamik und der Klangfarbe ein reiches Spektrum an Übergängen und Gegensätzen aus.

## Werke (Auswahl)
- 1965: Cain and Abel
- 1966: The Whale
- 1968: In Alium
- 1969: Celtic Requiem
- 1973: Thérèse (Uraufführung 1979)
- 1976: A Gentle Spirit (Uraufführung 1977)
- 1982: The Lamb
- 1984: Ikon of Light
- 1984: Orthodox Vigil Service
- 1985: Two Hymns to the Mother of God
- 1987: Akathist of Thanksgiving
- 1988: The Protecting Veil
- 1989: Resurrection
- 1991: Mary of Egypt
- 1992: Annunciation
- 1993: The Apocalypse
- 1993: Song for Athene
- 1995: Svyati
- 1996: The Hidden Face
- 1997: Eternity’s Sunrise
- 1997: Fall and Resurrection
- 1997: The Last Discourse
- 1999: A New Beginning
- 1999: Total Eclipse
- 2000: Ikon of Eros
- 2000: Lamentations and Praises
- 2002: Elizabeth Full of Grace
- 2002: Hymn of Dawn
- 2002: Lament for Jerusalem
- 2002: The Veil of the Temple (All Night Vigil)
- 2005: Pratirùpa
- 2005: Ex Maria Virgine (A Christmas Sequence)
- 2007: Requiem
- 2013: Requiem Fragments